# Kokutai-ji
Kokutai-ji is een 14e-eeuwse boeddhistische tempel op de berg Machozan in de Toyama-prefectuur. De tempel werd gesticht door Jiun Myoi, een jonge monnik die leefde op de berg Futakami, ten zuide van de Kokutai-ji. De oorspronkelijke naam van deze tempel is Tosho-ji. Deze tempel kreeg de naam Kotukai-ji dankzij de prestaties die Jiun neertelde. Daardoor kreeg ze de bijnaam 'de tempel van nationale vrede'. Jiun Myoi werd ook beloond met een Purperen Habijt. Hij kreeg deze omdat hij zen-studenten van over het hele land aantrok.